# Sarangani (Davao Occidental)
Sarangani is een gemeente in de Filipijnse provincie Davao Occidental op de eilanden Balut en Sarangani. Bij de laatste census in 2007 had de gemeente ruim 20 duizend inwoners.

## Geografie

### Bestuurlijke indeling
Sarangani is onderverdeeld in de volgende 12 barangays:
| - Batuganding (Balut) - Camahual (Sarangani) - Camalig (Sarangani) - Gomtago (Balut) - Konel (Balut) - Laker (Sarangani) | - Lipol (Balut) - Mabila (Balut) - Patuco (Sarangani) - Tagen (Balut) - Tinina (Balut) - Tucal (Balut) |

## Demografie
Sarangani had bij de census van 2007 een inwoneraantal van 20.394 mensen. Dit zijn 2.003 mensen (10,9%) meer dan bij de vorige census van 2000. De gemiddelde jaarlijkse groei komt daarmee uit op 1,44%, hetgeen lager is dan het landelijk jaarlijks gemiddelde over deze periode (2,04%). Vergeleken met de census van 1995 is het aantal mensen met 3.746 (22,5%) toegenomen.

De bevolkingsdichtheid van Sarangani was ten tijde van de laatste census, met 20.394 inwoners op 97,72 km², 208,7 mensen per km².